# Albert Soboul
Albert Marius Soboul (Ammi Moussa, 27 de abril de 1914 – Nîmes, 11 de setembro de 1982) é um historiador francês, especialista no período da Revolução Francesa.
Foi sepultado no Cemitério do Père-Lachaise, em Paris, próximo ao mur des Fédérés, local onde os últimos defensores da Comuna de Paris foram fuzilados em 24 de maio de 1871.

## Obra
- Albert Soboul (sob o pseudónimo de Pierre Dérocles), Saint-Just: ses idées politiques et sociales, Paris, Éditions Sociales Internationales, col. "Problèmes", 1937, 173 p.
- Albert Soboul (sob o pseudónimo de Jules Leverrier), La Naissance de l'Armée nationale, 1789-1794, Paris, Éditions Sociales Internationales, col. "Problèmes", 1939, 196 p.
- Albert Soboul, L'an I de la liberté: étude historique, textes originaux, Paris, Éditions Sociales Internationales, julho 1939, 302 p.
- L'Armée nationale sous la Révolution, 1789-1794, Éditions France d'abord, 1945.
- La Révolution française, 1789-1799, Éditions sociales, 1948.
- Albert Soboul, Les Sans-Culottes parisiens en l'An II. Mouvement populaire et gouvernement révolutionnaire: 2 juin 1793 - 9 thermidor an II, Paris, Éditions Librairie Clavreuil, 1958 (réimpr. 1962), 1168 p.
- Histoire de la Révolution française, 2 vols., Éditions sociales, 1962.
- Le Procès de Louis XVI, Paris, Julliard, 1966, 267 p.
- Le Directoire et le consulat, PUF, coll. Que sais-je ?, 1967, 126 p.
- La Première République : 1792-1804, Paris, Calmann-Lévy, 1968, 365 p.
- Albert Soboul (préf. Raymond Bloch), La Civilisation et la Révolution française: La crise de l'ancien régime, t. I, Paris, Éditions Arthaud, coll. «Les grandes civilisations» (no 10), mai 1970 (réimpr. 20 julho 1978), 642 p. (ISBN 978-2-7003-0199-1)
- 1789, l'an un de la liberté, Éditions sociales, 1973, 351 p.
- Albert Soboul, Précis d'histoire de la Révolution française, Paris, Éditions Sociales, 15 abril 1975, 532 p.
- Comprendre la révolution, recueil d’articles, Paris, Maspero, 1981.
- Albert Soboul (préf. Raymond Bloch), La Civilisation et la Révolution française: La Révolution française, t. II, Paris, Éditions Arthaud, coll. «Les grandes civilisations» (n.º 18), 10 setembro 1982, 552 p. (ISBN 978-2-7003-0394-0)
- Albert Soboul (préf. Raymond Bloch), La Civilisation et la Révolution française: La France Napoléonienne, t. III, Paris, Éditions Arthaud, coll. «Les grandes civilisations» (no 19), 15 novembro 1983, 490 p. (ISBN 978-2-70030-395-7)
- Problèmes paysans de la Révolution (1789-1848), Paris, Maspero, 1983 (réédité La Découverte, 2001, 442 p.).
- La Révolution française, Gallimard, 1984 (réédité PUF, Quadrige, 2005, 121 p.).
- Portraits de révolutionnaires, Messidor, 1986, 312 p.
- Albert Soboul, Dictionnaire historique de la Révolution française, Paris, Presses universitaires de France, 1.º junho 1989 (réimpr. 24 janvier 2005), 1184 p. (ISBN 978-2-13042-522-9 et 978-2-13053-605-5)
- La Maison rurale française, Paris, Comité des travaux historiques et scientifiques, 1995, 171 p.